# Eleonora Furlan
Eleonora Furlan (Ponte di Piave, 10 marzo 1995) è una pallavolista italiana, centrale della Megavolley.

## Carriera

### Club
La carriera di Eleonora Furlan inizia nelle giovanili del Pool Piave, per poi passare in prima squadre nella stagione 2010-11 in Serie B1 e dalla stagione 2012-13 in Serie B2; viene inoltre convocata nelle nazionali giovanili italiane, con cui vince la medaglia d'argento al Campionato europeo under 18 2011.
Nella stagione 2014-15 esordisce nella pallavolo professionistica grazie all'ingaggio da parte dell'Imoco Volley di Conegliano, in Serie A1, mentre nella stagione successiva passa alla Beng Rovigo Volley, in Serie A2, categoria dove gioca anche nell'annata 2016-17 con la SAB Volley di Legnano, in quella 2017-18 con il Marsala Volley e da quella 2018-19 con la Trentino Rosa, con cui si aggiudica la Coppa Italia di Serie A2 2019-20: con la stessa squadra, nell'annata 2020-21, disputa la Serie A1.
Per il campionato 2022-23 fa ritorno all'Imoco, conquistando la Supercoppa italiana e il campionato mondiale per club: a metà annata si trasferisce alla Megavolley, sempre nella massima divisione italiana.

### Nazionale
Nel 2021 ottiene le prime convocazioni nella nazionale maggiore.

## Palmarès

### Club
- Supercoppa italiana: 1

2022
- Coppa Italia di Serie A2: 1

2019-20
- Campionato mondiale per club: 1

2022

### Nazionale (competizioni minori)
- Campionato europeo under 18 2011